# 大石温良
大石 温良（おおいし あつよし、? - 嘉永2年6月27日（1849年8月15日））は、江戸時代後期の武士。安芸国広島藩士。旧赤穂藩国家老・大石良雄の継来孫（血統は良雄の義弟の女系昆孫）。断絶した広島藩の大石家を再興した。実父は横田正虎。通称は巌（いわお）。

## 略歴
先代大石良完が嗣子・良継に先立たれた状態で死去し、その父の先々代良尚も、病により実家の小山家に帰ったため大石家が断絶した。寛政9年（1797年）、温良は大石良雄の孫と称して召出されたが、広島藩は系図の主張を疑問視し、小山流大石家の相続はできなかった。しかし、大石家が絶えるのを惜しんだ藩は、7月25日に、温良が別家として横田流大石家を立てるのは認めた。ただし、知行高500石に減じられ、馬廻組となる。享和2年（1802年）江戸詰を命じられる。
嘉永2年（1849年）に死去した。子は14子もあったが、ほとんどが早世しており、無事成長した3人の男子のうち正室（浅野左門娘）の子である次男良督に跡を継がせた。広島の鳳来山国泰寺に葬られた。良督のあと良知が萱野氏から入る。
昭和20年（1945年）8月6日の原爆投下で墓は全焼全壊した。
最後の大石家当主・大石多久造は明治22年（1889年）に亡くなり、横田大石氏も断絶している。泉岳寺には温良から多久造まで、大石家（横田流）歴代の墓がある。